# Masato Koga
Masato Koga (古賀 正人?, Koga Masato; Prefettura di Shizuoka, 22 maggio 1970) è un ex calciatore giapponese, di ruolo centrocampista.